# Сільва (фільм, 1981)
«Сільва» (рос. «Сильва») — радянський двосерійний музичний художній телефільм, поставлений на кіностудії «Ленфільм» у 1981 році режисером Яном Фрідом. Екранізація однойменної оперети Імре Кальмана.

## Сюжет

### 1 серія
Сільва Вареску — прима вар'єте «Орфеум», в яку закохується майбутній князь Веллергейм, а нині молодий, самолюбний лейтенант Едвін. Його любов відсуває на другий план всі умовності в питаннях походження і соціального статусу. Едвін і Сільва полюбили один одного настільки, що молодий князь готовий піти наперекір навіть волі своїх батьків, які планували йому вигідну партію.
Тим часом батьки не витрачають часу дарма і, дізнавшись про захоплення сина, прискорюють заручини Едвіна з графинею Анастасією Егенберг, причому роблять це потайки від нього.
У «Орфеум» прибуває мати Едвіна, княгиня фон Веллергейм, в супроводі його начальника, генерала фон Ронсдорфа, який повідомляє Едвіну про переведення його в інший полк. Той розуміє, що зроблено це за участю його батьків, щоб якнайдалі відвести його від Сільви. Тому перед вимушеним переводом він, в присутності нотаріуса, прямо в вар'єте він заручається з Сільвою і тільки після цього спішно відбуває в полк.
Тим часом в вар'єте з'являється Боні, давній друг Едвіна, який вже отримав від Ронсдорфа запрошення на заручення Едвіна і
Анастасії і, прийшовши в жах, вирішив напитися. Він неймовірно здивований заручинами з Сільвою, що відбулися. У відповідь на виниклі питання він демонструє запрошення, стверджуючи, що Едвін вже заручений — чим викликає здивування і шок у всіх присутніх, і більш за все у Сільви. Остання розчаровується в любові, вважаючи, що була всього лише забавою в руках титулованого залицяльника, і цілком віддається кар'єрі, погоджуючись на паризькі гастролі, які для неї влаштував імпресаріо Феррі.

### 2 серія
Про тріумф Сільви в Парижі пишуть всі газети, одна з яких потрапляє на очі Едвіну, який, в свою чергу, вважає гастролі Сільви, що йдуть врозріз з їх заручинами, заздалегідь спланованими і в помсту сам вирішує прискорити заручення з Анастасією.
На балу в будинку фон Веллергеймів зібрався весь цвіт суспільства. Батьки Едвіна і Анастасії не можуть надивитися на зовні вдалий союз своїх дітей. Все йде якнайкраще до тих пір, поки на святі не з'являється несподівана трійка гостей — Сільва в супроводі Феррі і Боні. Представляючи своїх супутників, Боні називає Сільву своєю дружиною, графинею Канчіану. На появу титулованої гості позитивно реагує князь Веллергейм, і негативно — Едвін, вважаючи Боні і Сільву зрадниками.
Боні зустрічається поглядом з Анастасією і втрачає голову від кохання. Він геть-чисто забуває про Едвіна, Сільву, мету візиту та інше. Перед ним — тільки Анастасія. Едвін шукає привід для зустрічі з Сільвою і намагається внести ясність в їх відносини. Князь Веллергейм хизується своїм родоводом. Батько Анастасії, граф Егенберг, користується прийомами, щоб сховатися від своєї дружини і пропустити склянку-другу. А княгиня Веллергейм благає Феррі не видавати таємницю її минулого в вар'єте.
Здається, доля закоханих вирішена: Боні знаходить спільну мову з Анастасією, Едвін натхненний лояльністю до нього Сільви, «графині Канчіану». Найбільше його влаштовує можливість безконфліктного вирішення питання шляхом майбутньої одруження не на актрисі вар'єте, а на «розведеній титулованій особі». Але з таким становищем абсолютно не згодна Сільва, яка спішно покидає будинок Веллергеймів.
Невелика змова Боні і Анастасії зводить усіх героїв у славетному «Орфеумі». У той час, як Феррі переконує Едвіна прийти до Сільви, Боні переконує її в тому, що Едвін вирішив застрелитися. У той момент, коли Боні запитує в трубку (попередньо відключивши телефон з розетки): «Що їй [Сільві] передати?», Едвін, який тільки увійшов, відповідає: «Передай їй, що я люблю її, люблю!». Тим часом Микса, розгніваний можливим (за словами Сільви) негативним ставленням до неї її передбачуваної свекрухи, в минулому також співачки вар'єте, розповідає князю Веллергейму, що артистка в його роду вже є в особі його власної дружини, після чого князь, прийшовши від подібного обману в крайнє обурення, влаштовує княгині серйозну розмову і опиняється змушений дати свою згоду на шлюб Едвіна і Сільви. У свою чергу, батьки Анастасії, графиня і граф Егенберг, благословляють союз дочки з Боні.

## У ролях
- Жанна Глєбова —  Сільва Вареску, співачка вар'єте «Орфеум»  (співає Євгенія Целовальник)
- Івар Калниньш —  Едвін фон Веллергейм   (співає Олексій Стеблянко)
- Віталій Соломін —  граф Боніфаціус «Боні» Канчіану  (співає Борис Смолкін)
- Марія Соломіна —  графиня Анастасія «Стассі» фон Егенберг  (співає Софія Ялишева)
- Ігор Дмитрієв —  князь Леопольд фон Веллергейм, батько Едвіна
- Тетяна Пилецька —  княгиня Ангільда фон Веллергейм, мати Едвіна, раніше відома як співачка вар'єте Лілі Метелик
- Михайло Свєтін —  граф Вільгельм фон Егенберг, батько Стассі
- Вікторія Горшеніна —  графиня фон Егенберг, мати Стассі
- Павло Кадочников —  Фердинанд фон Фельзе «Феррі», імпресаріо Сільви
- Рем Лебедєв —  Микса  (роль озвучив Ігор Єфімов)
- Володимир Басов —  генерал фон Ронсдорф
- Петро Кадочников —  офіцер

## Знімальна група
- Сценарій —  Михайло Мішин, Ян Фрід 
За мотивами лібрето Лео Штайна і Белі Йєнбаха
- Режисер-постановник —  Ян Фрід
- Оператор-постановник —  Едуард Розовський
- Художник-постановник — Марина Азізян
- Художник по костюмах —  Наталія Васильєва
- Музика — Імре Кальман
- Вірші — Володимир Михайлов,  Дмитро Толмачов
- Головний балетмейстер —  Ігор Бєльський
- Балетмейстер —  Микола Шаригін
- Вокальні партії виконували —  Євгенія Целовальник,  Олексій Стеблянко,  Софія Ялишева,  Борис Смолкін